# Linda Evans
Linda Evans nata Linda Evenstad (Hartford, 18 novembre 1942) è un'attrice statunitense.
È nota al pubblico televisivo principalmente per il ruolo di Krystle Carrington nella soap opera Dynasty, interpretato dal 1981 al 1989 e in un film nel 1991. È inoltre ricordata per i ruoli di Audra in La grande vallata (The Big Valley, 1965-1969), Barbara in Love Boat (1981-1983), e Rose in Nord e Sud II (1986). Grazie a queste interpretazioni è diventata un'icona della storia della televisione.
Per i suoi contributi all'industria televisiva, Linda Evans ha una propria stella nella Hollywood Walk of Fame. L'attrice si è quasi definitivamente ritirata dalle scene, limitando le proprie apparizioni a qualche ospitata televisiva. Nel 2009 ha vinto l'edizione britannica del reality culinario Hell's Kitchen.

## Biografia
Linda Evans iniziò la sua carriera d'attrice nel 1960, prendendo parte a numerose serie televisive di successo come Gli intoccabili (1962). Raggiunse una discreta popolarità nel suo esordio cinematografico con il film La notte del delitto (1963) con Richard Chamberlain. Nel 1964 si aggiudicò il suo primo Golden Globe nella categoria Miss Golden Globe.

### Primi successi conLa grande vallata

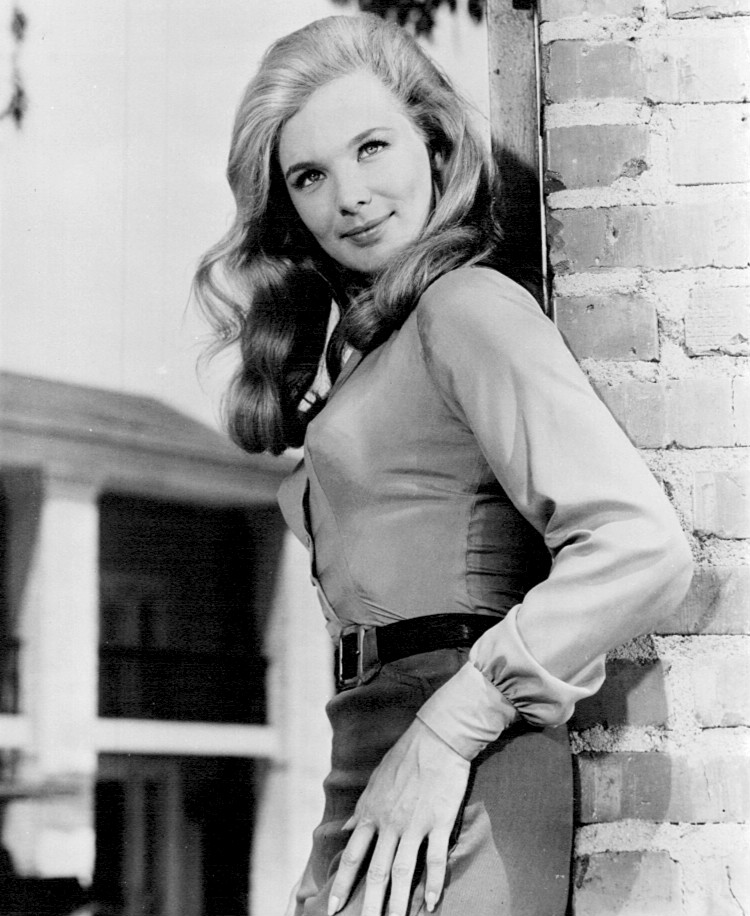
La Evans in The big Valley, nel 1965

Il vero successo televisivo arrivò nel 1965 quando venne scelta tra i protagonisti del telefilm cult La grande vallata, accanto a Barbara Stanwyck e Lee Majors, un misto tra western (molto diffuso nei telefilm di quel tempo), dramma e sentimento. Nella serie, che narra le vicende della famiglia Barkley, benestanti proprietari di un ranch, la Evans interpretò la giovane Audra Barkley, figlia della Stanwyck, e apparve dal primo all'ultimo episodio per un totale di 112 puntate (4 stagioni), fino al 1969.

### Il successo mondiale conDynasty
Conclusa La grande vallata, la Evans non trovò più un ruolo così importante finché il produttore Aaron Spelling la volle come protagonista di uno dei serial che hanno fatto la storia della tv mondiale: Dynasty. L'attrice interpretò la dolce e buona Krystle Carrington, seconda moglie di Blake (John Forsythe) e rivale in amore della perfida Alexis (Joan Collins). Celebri e memorabili le furiose liti tra i due personaggi.
Il grande successo valse all'attrice ben cinque candidature al Golden Globe, premio che vinse nel 1982 (a pari merito con Barbara Bel Geddes della serie rivale Dallas). Inoltre vinse cinque People's Choice Awards e ottenne la candidatura per un Emmy. Fu protagonista del serial dal 1981 al 1989, per 201 episodi (9 stagioni) e nel 1991 interpretò ancora il ruolo nella miniserie conclusiva Dynasty: ultimo atto. Seguitissima in tutto il mondo, la serie fu inizialmente trasmessa in Italia da Rete 4 per poi passare definitivamente su Canale 5. Si aggiudicò anche quattro Telegatti nella categoria di miglior telefilm straniero, oltre a numerose copertine sui settimanali più importanti.
Nel 1981 Linda Evans posò nuda per la rivista Playboy.

### Il bacio con Rock Hudson
Durante la quarta stagione di Dynasty (1984-1985) il celebre attore hollywoodiano Rock Hudson fu scelto per interpretare il personaggio di Daniel Reece, che diventa l'amante di Krystle. All'epoca l'attore era malato di AIDS, ma il fatto non era ancora noto al pubblico. Per esigenze di copione Hudson e la Evans si dovettero baciare in una scena della soap. Quando la malattia dell'attore venne resa nota, la Evans fu sottoposta a diverse visite precauzionali, che tuttavia certificarono il suo ottimo stato di salute. Il caso diventò presto uno degli argomenti più dibattuti dai media di quel tempo, tanto che i due attori si ritrovarono su numerose copertine di giornali in tutto il mondo.

### Altri ruoli
Tra gli altri lavori della Evans, da ricordare il film Tom Horn (1980), che la vide protagonista al fianco di Steve McQueen. Inoltre l'attrice interpretò il ruolo di Rose nella miniserie tv Nord e Sud II (1986), ottenendo discreto successo. Concluso Dynasty, tuttavia le sue apparizioni si diradarono. Il suo ultimo lavoro risale al 1997 nel film L'ultimo anello dell'inganno, dopo il quale decise di limitare le sue apparizioni a qualche ospitata televisiva. Nel 2009 partecipò al reality Hell's Kitchen, conquistando la vittoria. Ha fatto parte anche della società NXIVM, dove ha frequentato dei corsi di psicologia.

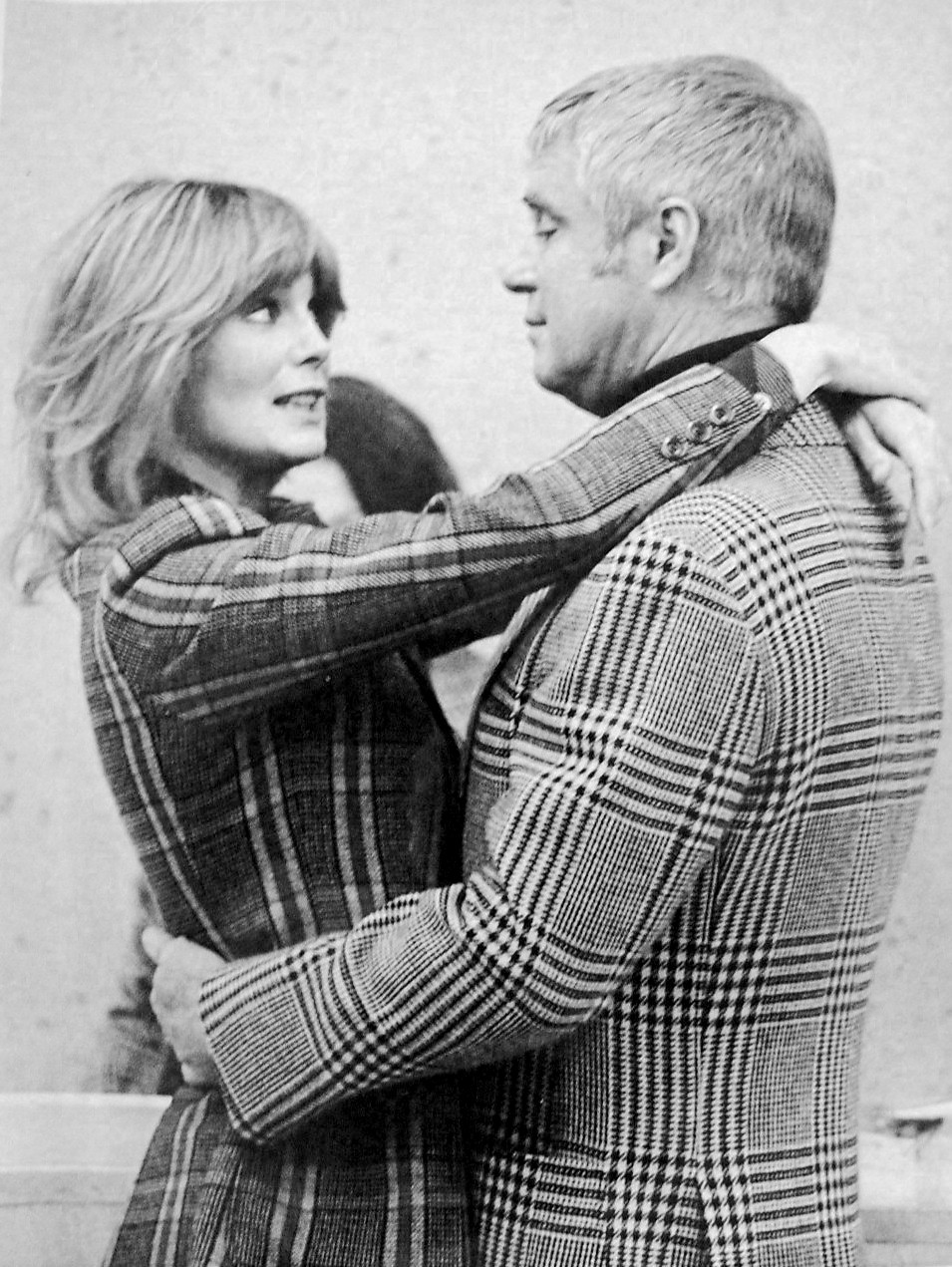
Con George Peppard in Banacek (1974)

## Vita privata
Poco prima dei vent'anni, Evans era impegnata con il produttore Patrick Curtis, che più tardi diverrà un press agent e sposerà Raquel Welch. Successivamente, Evans si sposò e divorziò due volte. Il suo primo matrimonio la vide sposa dell'attore, fotografo e regista John Derek. Essi iniziarono la loro relazione nel 1965, si unirono in matrimonio nel 1968 e si separarono il giorno di Natale del 1973, quando John Derek rivelò la sua relazione con Bo Derek, che aveva trent'anni in meno, e ne aveva 17 allora.Il secondo matrimonio di Evans fu con Stan Herman, un dirigente immobiliare, che durò dal 1975 al 1979. Successivamente visse con il ristoratore George Santo Pietro, dal 1980 al 1984. Evans si fidanzò anche con il divo del film The Big Valley Lee Majors per un breve periodo dopo il suo secondo divorzio, come l'uomo d'affari Richard Cohen (un ex-marito di Tina Sinatra) e Dennis Stein (un ex fidanzato di Elizabeth Taylor) nella metà degli anni '80. Nel 1989, Evans iniziò una relazione con il musicista New age Yanni, che durò fino al 1998. Non ha mai avuto figli.
La sua miglior amica è la sua figliastra, Sean Catherine Derek, scrittrice per la televisione. Precedentemente il suo miglior amico è stato Bunky Young, ex assistente di Evans, che lei aveva conosciuto fin dalla metà degli anni 1960, morto nel 2021; entrambi abitavano vicino a lei nello stato di Washington. È anche amica della seconda moglie di John Derek, Ursula Andress, residente in Europea, a volte ospite nella sua casa di Beverly Hills.
Dopo che le fu diagnosticato un edema idiopatico, Evans cominciò a cercare medicine alternative, approfondendo le filosofie orientali e la naturopatia. Nel 1985, fu coinvolta in una controversia metafisica con l'insegnante J. Z. Knight e la sua Scuola di Ramtha per l'Illuminazione e infine si trasferì a Rainier, nello stato di Washington, per essere più vicino al Cavaliere e alla sua scuola. Evans resideva in un'abitazione di 28 ettari che condivideva con la sorella, nipote ed ex-figliastra.
Evans comparve sulla rivista Playboy per ordine del suo allora marito John Derek nel 1971. Quando ella ottenne una formidabile notorietà per Dynasty, le foto furono pubblicate una seconda volta nel 1982.
Evans fu arrestata nel maggio 2014 per guida sotto l'influenza di un farmaco.

## Filmografia

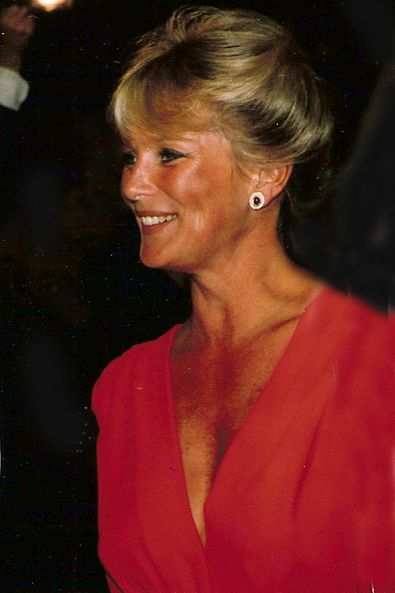
Linda Evans al Carousel Ball a Denver nel 1995

### Cinema
- La notte del delitto (Twilight of Honor), regia di Boris Sagal (1963)
- I cacciatori del lago d'argento (Those Calloways), regia di Norman Tokar (1965)
- Una sirena sulla spiaggia (Beach Blanket Bingo), regia di William Asher (1965)
- Childish Things, regia di John Derek e David Nelson (1969)
- L'uomo del Klan (Klansman), regia di Terence Young (1974)
- Uccidete Mister Mitchell (Mitchell), regia di Andrew V. McLaglen (1975)
- Avalanche Express, regia di Mark Robson (1979)
- Tom Horn, regia di William Wiard (1980)
- Swan Song, regia di Todd Stephens (2021)

### Televisione
- Bachelor Father - serie TV, 1 episodio (1960)
- Le avventure di Ozzie e Harriet (The Adventures of Ozzie & Harriet ) - serie TV, 5 episodi (1960-1962)
- Outlaws - serie TV, episodio 2x24 (1962)
- Gli intoccabili (The Untouchables) - serie TV, 1 episodio (1962)
- Undicesima ora (The Eleventh Hour) - serie TV, 1 episodio (1963)
- The Lieutenant - serie TV, episodio 1x04 (1963)
- La grande vallata (The Big Valley) - serie TV, 112 episodi (1965-1969)
- Carovane verso il West (Wagon Train) - serie TV, 1 episodio (1965)
- Il mio amico marziano (My Favorite Martian) - serie TV, 1 episodio (1965)
- Female Artillery, regia di Marvin J. Chomsky - film TV (1973)
- Uno sceriffo a New York (McCloud) - serie TV, 1 episodio (1973)
- Banacek - serie TV, 1 episodio (1974)
- Mannix - serie TV, 1 episodio (1974)
- Nakia - serie TV, 1 episodio (1974)
- Harry O - serie TV, 1 episodio (1974)
- McMillan e signora (McMillan & Wife) - serie TV, 1 episodio (1975)
- The Big Rip-Off, regia di Marvin J. Chomsky - film TV (1973)
- McCoy - serie TV, 1 episodio (1975)
- Agenzia Rockford (The Rockford Files) - serie TV, 2 episodi (1975)
- Agente speciale Hunter (Hunter) - serie TV, 13 episodi (1976-1977)
- Nowhere to Run, regia di Richard Lang - film TV (1978)
- Standing Tall, regia di Harvey Hart - film TV (1978)
- Love Boat (The Love Boat) - serie TV, 6 episodi (1981-1983)
- Dynasty - serie TV, 209 episodi (1981-1989)
- Il profumo del potere (Bare Essence), regia di Walter Grauman - miniserie TV (1982)
- Kenny Rogers as The Gambler: The Adventure Continues, regia di Dick Lowry - film TV (1983)
- Glitter - serie TV, 1 episodio (1984)
- Nord e sud II (North and South, Book II), regia di Kevin Connor - miniserie TV (1986)
- L'ultima frontiera (The Last Frontier), regia di Simon Wincer - miniserie TV (1986)
- She'll Take Romance, regia di Piers Haggard - film TV (1990)
- Dynasty: ultimo atto (Dynasty: The Reunion), regia di Irving J. Moore - miniserie TV (1991)
- The Gambler Returns: Luck of the Draw, regia di Dick Lowry - film TV (1991)
- Dazzle, regia di Richard A. Colla - miniserie TV (1995)
- L'ultimo anello dell'inganno (The Stepsister), regia di Charles Correll - film TV (1997)
- Hell's Kitchen - reality (2009)
- La nave dei sogni (Das Traumschiff) - serie TV, 1 episodio (2020)

## Riconoscimenti

### Hollywood Walk of Fame
- Stella per il suo contributo all'industria televisiva, (1987)

### Golden Globe
Vinti:
- Miss Golden Globe, (1964)
- Miglior attrice in una serie drammatica, per Dynasty (1982)

Nomination:
- Miglior attrice in una serie drammatica, per Dynasty (1983)
- Miglior attrice in una serie drammatica, per Dynasty (1984)
- Miglior attrice in una serie drammatica, per Dynasty (1985)
- Miglior attrice in una serie drammatica, per Dynasty (1986)

### Emmy Awards
Nomination:
- Miglior attrice protagonista in una serie drammatica, per Dynasty (1983)

### People's Choice Awards
Vinti:
- Miglior interpretazione in una serie-Tv, (1982)
- Miglior interpretazione in una serie-Tv, (1983)
- Miglior interpretazione in una serie-Tv, (1984)
- Miglior interpretazione in una serie-Tv, (1985)
- Miglior interpretazione in una serie-Tv, (1986)

### Soap Opera Digest Awards
Vinti:
- Miglior attrice in una soap-opera, per Dynasty (1984)
- Miglior attrice in una soap-opera, per Dynasty (1985)

Nomination:
- Miglior coppia (con John Forsythe) in una soap-opera, per Dynasty (1986)
- Miglior coppia (con John Forsythe) in una soap-opera, per Dynasty (1986)

## Doppiatrici italiane
Nelle versioni in italiano dei suoi film, Linda Evans è stata doppiata da:
- Serena Verdirosi in Dynasty, Il profumo del potere, Dynasty - Ultimo atto
- Ada Maria Serra Zanetti in Avalanche Express, Agenzia Rockford
- Flaminia Jandolo in I cacciatori del lago d'argento
- Alba Cardilli in Tom Horn
- Serena Spaziani in La grande vallata
- Germana Dominici in Nord e sud II
- Adele Pellegatta in L'ultimo anello dell'inganno
- Roberta Greganti in La nave dei sogni

## Curiosità
- Nelle inconsuete vesti dell'operatore di ripresa, fu Linda Evans a immortalare lo schianto di Evel Knievel, durante il tentativo di saltare con la motocicletta le fontane del Caesars Palace.